# Very Merry Xmas
《Very Merry Xmas》是韩国男子团体東方神起在日本发行的第39张单曲。于2013年11月27日由avex trax公司发行。

## 概要
单曲分为「CD+DVD」「只CD」「Bigeast盤」三种版本发行。距离上张单曲发行约4个月，是2013年的第4张单曲。附属DVD中收录了《Very Merry Xmas》的MV和MV的拍摄过程（只在初回限定盘中收录）。
初回限定版本封入特典是封面大小的卡片（6種中随机封入1种）。

## 收录内容

### CD+DVD
CD
1. 《Very Merry Xmas》 [4:08]
作詞：井上慎二郎（日语：井上慎二郎）、作曲：Chris Buseck・Tom Hugo Hemansen、編曲：十川知司（日语：十川知司）
  - 日本电视台《Music Dragon（日语：ミュージックドラゴン）》2013年11、12月POWER PLAY
  - 日本电视台《SUKKIRI!!（日语：スッキリ!!）》2013年12月片尾曲
2. 《White》[4:58]
作詞、作曲、編曲：井上慎二郎
  - 日本电视台《Music Dragon》2013年12月片头曲
3. 《Very Merry Xmas》 -Less Vocal-
4. 《White》 -Less Vocal-

DVD
1. 《Very Merry Xmas》（Video Clip）
2. 《Very Merry Xmas》（Video Clip） -Off Shot Movie-（只初回限定盤有收录）

### 只CD
1. 《Very Merry Xmas》
2. 《White》
3. 《Very Merry Xmas》 -Markus Bogelund’s Audio Ninja Remix-
4. 《Very Merry Xmas》 -Less Vocal-
5. 《White》 -Less Vocal-

### Bigeast盤
- CD与[CD+DVD]版同内容。
- [CD-EXTRA]收录有“東方神起 LIVE TOUR 2013 ～TIME～　FINAL in NISSAN STADIUM”的预览映像。